# Граф Гантінгдон
Граф Гантінгдон (англ. Earl of Huntingdon) — один з дворянських титулів середньовічної Англії, який зберігся дотепер.

## Історія титулу
Виникнення титулу пов'язане з формуванням великого графства у 1065 р. на сході Середньої Англії для Валтофа, одного з найвпливовіших магнатів пізньо-англосаксонської Британії. Територія, що була передана в управління Вальтеофу включала сучасні графства Гантінгдоншир, Нортгемптоншир, Бедфордшир та Кембриджшир. Цей титул зберігся і після нормандського завоювання, але у 1075 р. через участь у заколоті Вальтеоф був страчений. У подальшому за його спадок та титули графів Гантінгдона і Нортгемптона боролись королі Шотландії, які походили від однієї з дочок Вальтеофа та родина де Санліс, яких підтримували англійські королі. Пізніше титул графа Гантінгдона надавася як додатковий вже титулованим аристократичним родинам Англії (герцоги Ексетер з роду Холандів, маркізи Дорсет з роду Греїв, графи Пемброк з роду Гербертів). У 1529 р. король Генріх VIII надав титул графа Гантінгдона Джорджу Гастінгсу. Його нащадки володіють цим титулом і дотепер. Резиденція сучасних графів Гантінгдонів знаходиться у Ходкотт-Хаусі, що неподалік села Вест-Ілслей (Беркшир).

## Список графів Гантінгдон

### Графи Гантінгдон, перша креація (1065)
- Валтоф (1065—1075);
- Матильда (1075? — 1130), дочка попереднього;
- Генріх Шотландський (1130—1152), син попередньої;
- Симон II де Санліс, 2-й граф Нортгемптон (пом. 1153), син Матильди Гантінгдонської;
- Малькольм IV (король Шотландії) (пом. 1165), син Генріха Шотландського;
- Вільгельм I (король Шотландії) (пом. 1214), брат попереднього;
- Симон III де Санліс, 3-й граф Нортгемптон (пом. 1184), син Симона II де Санліса;
- Давид Шотландський (пом. 1219), син Генріха Шотландського;
- Джон Шотландський (1219—1237), син попереднього.

### Графи Гантінгдон, друга креація (1337)
- Вільям де Клінтон (1337—1354).

### Графи Гантінгдон, третя креація (1377)
- Гішар д’Англь (1377—1380).

### Графи Гантінгдон, четверта креація (1388)
- Джон Холанд, 1-й герцог Ексетер (1388—1400);
- Джон Холанд, 2-й герцог Ексетер (1439—1447), син попереднього;
- Генрі Холанд, 3-й герцог Ексетер (1447—1461), син попереднього;

### Графи Гантінгдон, п'ята креація (1471)
- Томас Грей, 1-й маркіз Дорсет (1471—1475).

### Графи Гантінгдон, шоста креація (1479)
- Вільям Герберт, 2-й граф Пемброк (1479—1491).

### Графи Гантінгдон, сьома креація (1529)
- Джордж Гастінгс, 1-й граф Гантінгдон (1529—1544)
- Френсіс Гастінгс, 2-й граф Гантінгдон (1544—1560)
- Генрі Гастінгс, 3-й граф Гантінгдон (1560—1595)
- Джордж Гастінгс, 4-й граф Гантінгдон (1595—1604)
- Генрі Гастінгс, 5-й граф Гантінгдон (1604—1643)
- Фердинандо Гастінгс, 6-й граф Гантінгдон (1643—1656)
- Теофілус Гастінгс, 7-й граф Гантінгдон (1656—1701)
- Джордж Гастінгс, 8-й граф Гантінгдон (1701—1705)
- Теофілус Гастінгс, 9-й граф Гантінгдон (1705—1746)
- Френсіс Гастінгс, 10-й граф Гантінгдон (1746—1789)
- Теофілус Генрі Гастінгс, 11-й граф Гантінгдон (1789—1804)
- Ганс Френсіс Гастінгс, 12-й граф Гантінгдон (1804—1828)
- Френсіс Теофілус Генри Гастінгс, 13-й граф Гантингдон (1828—1875)
- Фрэнсис Пауэр Плантагенет Гастінгс, 14-й граф Гантінгдон (1875—1885)
- Ворнер Френсіс Джон Плантагенет Гастінгс, 15-й граф Гантінгдон (1885—1939)
- Френсіс Джон Кларенс Вестенра Плантагенет Гастінгс, 16-й граф Гантінгдон (1939—1990)
- Вільям Едвард Робін Гуд Гастінгс-Басс, 17-й граф Гантінгдон (народ. 1948)

Спадкоємець: Симон Обрі Робін Гуд Гастінгс-Басс (народ. 1950)